# 7356 Casagrande
A 7356 Casagrande (ideiglenes jelöléssel 1995 SK5) a Naprendszer kisbolygóövében található aszteroida. Stroncone fedezte fel 1995. szeptember 27-én.